# Старкова, Роз-Мэри Кросби
Роз-Мэри Кросби Старкова (в девичестве Мочиа, родилась 2 марта 1971 года) — советская регбистка и легкоатлетка, известная по выступлениям за регбийный клуб «Славянка»; участница первого чемпионата мира по регби среди женщин 1991 года в составе сборной СССР. Кандидат в мастера спорта СССР по лёгкой атлетике, мастер спорта России по регби.

## Биография
Воспитанница училища олимпийского резерва. Занималась лёгкой атлетикой, а именно бегом на 100, 200 и 400 метров. В 1986 году установила рекорд СССР среди юниоров в беге на 400 метров. Пробегала 100 метров за 11 секунд. В регби её пригласили ветераны спорта: первые матчи проводила с юношами, позже появилась вторая команда девушек под названием «Миссия», а позже в новообразованную сборную СССР включили спортсменок из Новокузнецка. В итоге она попала в заявку на первый чемпионат мира 1991 года в Уэльсе.
На чемпионате мира Мэри-Роз играла на позиции винга благодаря своей скорости, которую при этом не всегда задействовала. На том турнире советские регбистки проиграли все три матча, однако заняли 8-е место. В дальнейшем на протяжении девяти лет Мочиа играла за клуб «Славянка», завершив карьеру из-за травмы; также стала чемпионкой Игр Северных стран по регби. Окончила РГАФК, после завершения карьеры стала тренером по общей физической подготовке в теннисном клубе «Теннис-Арт».